# Kociha
Kociha (ungarisch Kecege) ist eine Gemeinde in der südlichen Mittelslowakei mit 193 Einwohnern (Stand 31. Dezember 2024), die im Okres Rimavská Sobota, einem Kreis des Banskobystrický kraj, liegt und zur traditionellen Landschaft Gemer gehört.

## Geographie
Die Gemeinde befindet sich im Bergland Revúcka vrchovina innerhalb des Slowakischen Erzgebirges, im Tal der Rimava an deren rechtem Ufer, wo sie den Bach Kociha aufnimmt. Das Ortszentrum liegt auf einer Höhe von 250 m n.m. und ist 13 Kilometer von Rimavská Sobota entfernt.
Nachbargemeinden sind Rimavské Zalužany im Norden, Vyšný Skálnik im Osten und Südosten, Hrachovo im Süden, Selce im Westen und Lehota nad Rimavicou im Nordwesten.

## Geschichte
Kociha wurde zum ersten Mal 1298 als Kechege schriftlich erwähnt, weitere historische Bezeichnungen sind unter anderen Kecheke beziehungsweise Kechyge (1360), Kechegew (1406) und Kocziha (1773). Das Dorf war Besitz der Familien Jánoky und Jákóffy, in der Neuzeit gehörten die Ortsgüter verschiedenen Familien. und 1828 zählte man 35 Häuser und 261 Einwohner, die als Landwirte und Küfer beschäftigt waren.
Bis 1918/19 gehörte der im Komitat Gemer und Kleinhont liegende Ort zum Königreich Ungarn und kam danach zur Tschechoslowakei beziehungsweise heute Slowakei.

## Bevölkerung
| Jahr                | 1994 | 2004    | 2014    | 2024    |
| ------------------- | ---- | ------- | ------- | ------- |
| Anzahl der Personen | 245  | 230     | 213     | 193     |
| Unterschied         |      | −6,12 % | −7,39 % | −9,38 % |

| Jahr                | 2023 | 2024    |
| ------------------- | ---- | ------- |
| Anzahl der Personen | 195  | 193     |
| Unterschied         |      | −1,02 % |

Gemäß der Volkszählung 2011 wohnten in Kociha 209 Einwohner, davon 183 Slowaken und zwei Roma. 24 Einwohner machten keine Angabe zur Ethnie.
121 Einwohner bekannten sich zur römisch-katholischen Kirche und 26 Einwohner zur Evangelischen Kirche A. B. 27 Einwohner waren konfessionslos und bei 35 Einwohnern wurde die Konfession nicht ermittelt.

## Baudenkmäler
- turmlose evangelische Kirche im spätklassizistischen Stil aus dem Jahr 1856[6]

## Verkehr
Durch Kociha führt die Straße 1. Ordnung 72 zwischen Tisovec und Rimavská Sobota. Der Ort hat einen Bahnanschluss über die Haltestelle Kociha an der Bahnstrecke Jesenské–Tisovec.